# Фролова Олена Євгенівна
Олена Євгенівна Фролова — старший сержант Збройних сил України, учасниця російсько-української війни, що відзначилася у ході російського вторгнення в Україну.

## Військова служба
Олена Фролова працює головною медичною сестрою Військово-медичного клінічного центру Західного регіону у м. Львові (в/ч А0233). Брала участь у бойових діях на сході України. Допомагала українським захисникам у 66-му мобільному військовому госпіталі, дислокований у м. Покровськ (колишня назва Красноармійськ) Донецької області.

## Нагороди
- орден «За мужність» III ступеня (2022) — за особисту мужність і самовіддані дії, виявлені у захисті державного суверенітету та територіальної цілісності України, вірність військовій присязі[2].